# Issé (Francia)
Issé è un comune francese di 1 861 abitanti situato nel dipartimento della Loira Atlantica nella regione dei Paesi della Loira.

## Storia

### Simboli
Lo stemma del comune si blasona:
Arma parlante della famiglia Brient le Boeuf, primi signori di Jans, Nozay, Fougeray e Issé nell'XI secolo.

## Società

### Evoluzione demografica
Abitanti censiti